# Jardin botanique Marimurtra
Le jardin botanique Marimurtra est un jardin botanique situé à Blanes dans la province de Gérone en Catalogne, Espagne, au bord de la Méditerranée.
Il a été créé en 1920 par le botaniste allemand Carl Faust qui le légua ensuite à la Fondation « Jardí Botànic Marimurtra ». Le jardin est aujourd’hui destiné à l’étude internationale de la botanique. Il est composé de trois parties : un jardin tropical, un jardin tempéré et un jardin méditerranéen.